# أندرو وليامز (سياسي)
أندرو وليامز (بالإنجليزية: Andrew Williams)‏ هو سياسي نيوزلندي، ولد في 1959 في نيوزيلندا. حزبياً، نشط في نيوزيلندا أولا (حزب سياسي). وقد انتخب عضو مجلس النواب نيوزيلندا.